# Blade Runner (videojoc de 1985)
Blade Runner és un videojoc lluirement inspirat en la pel·lícula de 1982 Blade Runner.
De fet segons el fullet es basa en una «interpretació» de la banda sonora de la pel·lícula de Vangelis, ja que els editors no van obtenir una llicència per a inserir escenels del film. El joc va ser publicat el 1985 per CRL Group PLC per a Commodore 64, ZX Spectrum i Amstrad CPC. Les ressenyes del joc eren generalment negatives.